# Classificazione EC
La classificazione EC è un sistema di categorizzazione degli enzimi attraverso un cosiddetto numero EC (dall'inglese Enzyme Commission, la Commissione per gli Enzimi che si occupa della classificazione). Tale commissione si occupa di costruire una classificazione numerica sulla base della reazione chimica catalizzata da un determinato enzima. Ogni enzima viene dunque associato a un numero e a un nome raccomandato (spesso diverso da quello comunemente usato).

## Storia
Il progetto di rendere omogenea la nomenclatura degli enzimi ha avuto inizio nel 1955, quando il Congresso Internazionale di Biochimica, in corso a Bruxelles, creò la Enzyme Commission. La prima versione è stata presentata nel 1961. Quella attualmente in vigore è la sesta versione, pubblicata dalla International Union of Biochemistry and Molecular Biology (dall'inglese Unione Internazionale di Biochimica e Biologia Molecolare) nel 1992, contenente 3 196 differenti enzimi.

## Caratteristiche della classificazione
Il codice associato a ogni enzima consiste delle lettere "EC" seguite da quattro numeri separati da punti. Tali numeri rappresentano una classificazione via via più fine dell'enzima.
Per esempio, l'enzima tripeptide aminopeptidasi ha il codice "EC 3.4.11.4", i cui componenti indicano:
- EC 3: enzimi della famiglia delle idrolasi, enzimi che usano una molecola di acqua per rompere altre molecole (il primo numero identifica la reazione catalizzata dall'enzima);
- EC 3.4: idrolasi che agiscono su un legame peptidico (il secondo numero identifica il tipo di substrato);
- EC 3.4.11: idrolasi che agiscono solo sull'amminoacido N-terminale di un peptide (il terzo numero identifica il tipo di substrato);
- EC 3.4.11.4: idrolasi che agiscono solo sull'amminoacido N-terminale di un tripeptide (il quarto è un numero d'ordine e segna l'ordine di scoperta degli enzimi).

## I gruppi EC
| Gruppo               | Reazione catalizzata | Reazione tipica                                 | Enzimi tipici (nome comunemente usato) |
| EC 1 Ossidoreduttasi | Reazioni di ossidoriduzione; trasferimento di atomi di idrogeno e di ossigeno, o di elettroni da una molecola a un'altra.                  | AH + B → A + BH (ridotta) A + O → AO (ossidata) | Deidrogenasi, ossidasi.                |
| EC 2 Transferasi     | Trasferimento di un gruppo funzionale da un substrato a un altro. Può trattarsi, ad esempio, di un gruppo metilico, aminico, fosfato.      | AB + C → A + BC                                 | Transaminasi, chinasi, DNA polimerasi. |
| EC 3 Idrolasi        | Formazione di due prodotti a partire da un substrato attraverso un'idrolisi.                                                               | AB + H2O → AOH + BH                             | Lipasi, fosfatasi, amilasi, proteasi.  |
| EC 4 Liasi           | Addizione o rimozione non-idrolitica di gruppi funzionali dal substrato. Possono essere rotti legami C-C, C-N, C-O o C-S.                  | RCOCOOH → RCOH + CO2                            | Sintasi, decarbossilasi.               |
| EC 5 Isomerasi       | Riarrangiamento intramolecolare, come la modificazione di conformazione di una molecola in seguito a reazioni di isomerizzazione.          | AB → BA                                         | Isomerasi, mutasi.                     |
| EC 6 Ligasi          | Unione di due molecole attraverso la costituzione di nuovi legami covalenti di tipo C-O, C-S, C-N o C-C, con la rottura simultanea di ATP. | X + Y+ ATP → XY + ADP + Pi                      | Sintetasi.                             |
| EC 7 Traslocasi      | Movimento di molecole o ioni attraverso le membrane, o la loro rottura all'interno delle membrane.                                         |                                                 | Trasportatore di membrana.             |

Occorre precisare che un numero EC non indica uno specifico enzima, ma piuttosto una specifica reazione, a cui vengono associati i vari enzimi in grado di catalizzarla. Se differenti enzimi (ad esempio di differenti organismi) catalizzano la stessa reazione, infatti, ricevono lo stesso numero EC.